# ميليسا باراك
ميليسا باراك (بالإنجليزية: Melissa Barak)‏ هي راقصة باليه أمريكية، ولدت في 9 أغسطس 1979 في لوس أنجلوس في الولايات المتحدة.